# Рогохвости
Рогохвости (Siricidae) — родина перетинчастокрилих комах підряду Сидячечеревні (Symphyta). Описано близько 150 видів. Відомим знавцем цієї групи комах був український ентомолог В. М. Єрмоленко.

## Морфологія
Тіло завдовжки 4-50 мм, подовжене, загострене ззаду. У самиць масивний, іноді дуже довгий і твердий яйцеклад, яким вони просвердлюють кору і відкладають яйця по 1-5 штук в деревину не тільки хворих і ослаблених, але і здорових дерев і чагарників, які мають механічні ушкодження.
Личинки сліпі, білі або жовтуваті, циліндричні, С-подібні, сплюснуті з черевної сторони, з 3 парами рудиментарних грудних ніг або безногі.

## Спосіб життя
Личинки можуть заселяти всі хвойні і багато листяних порід, залежно від виду рогохвоста. Личинка, яка вилупилась з яйця, проробляє в деревині хід, що поступово розширюється та йде спочатку похило вгору, потім повертається до серцевини і знову повертається до поверхні дерева. Ходи порівняно великі в поперечному перерізі, забиті пилоподібним коричневим борошном. На стінках ходів і у деревині зі спор грибів, що занесені самкою під час яйцекладки, розвиваються гіфи, якими також живляться личинки. Зимує личинка без кокона. Личинки заляльковуються в кінці ходу переважно на глибині 1-2 см. Дорослі рогохвости для виходу назовні прогризають льотні отвори правильної круглої форми, по яких можна виявити пошкоджені ними дерева. Генерація зазвичай одно- або дворічна, але при несприятливій погоді і швидкому висиханні деревини розвиток рогохвостов може затягнутись до чотирьох років. Дорослі комахи не харчуються.

## Господарське значення
Рогохвости знижують технічну придатність деревини. Розпізнати пошкодження дуже важко навіть при розпилюванні, так як ходи туго набиті дуже дрібним пилоподібним борошном. Пошкодження лісоматеріалів може бути виявлене лише після появи на поверхні льотних отворів. У зв'язку з цим заражені личинками лісоматеріали можуть надходити в оброблення і на будівництво, а в подальшому може виявитися велика червоточина, що є серйозною вадою використаної деревини.